# Kartaczownica Puckle'a

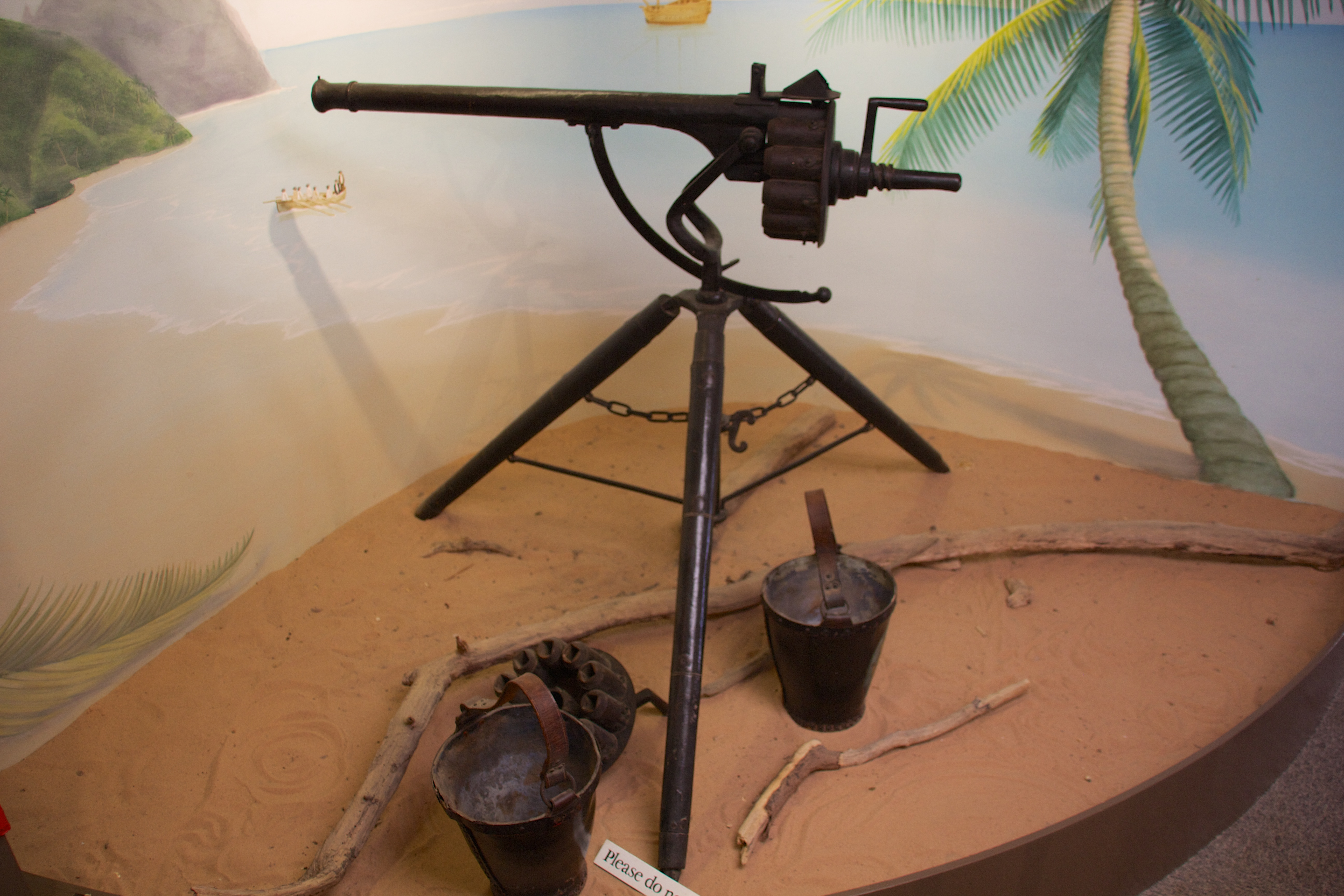
Współczesna replika kartaczownicy Puckle’a

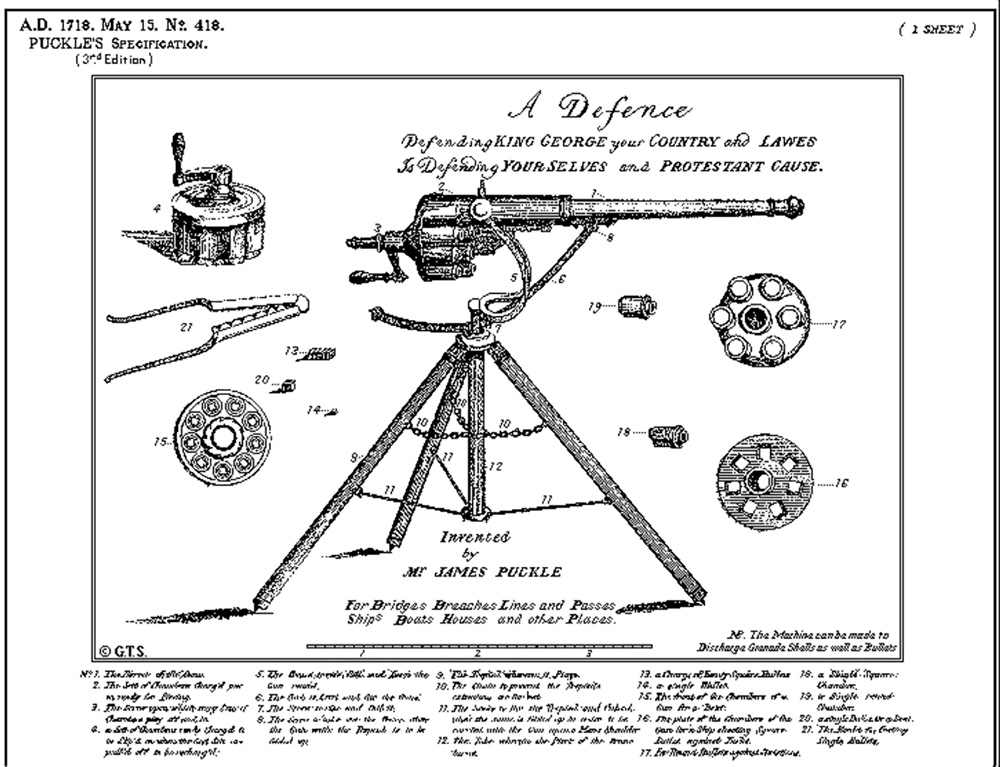
Reklama kartaczownicy z epoki

Kartaczownica Puckle’a (Puckle’s gun, znana także jako Defence Gun) – kartaczownica opracowana na początku XVIII wieku przez angielskiego pisarza, wynalazcę i prawnika Jamesa Puckle’a. Kartaczownica Puckle’a uważana jest za pierwszą lub jedną z pierwszych praktycznych konstrukcji tego typu. Pomysły na tego rodzaju szybkostrzelne karabiny powstawały już w XIV wieku, ale wynalazek Puckle’a został zbudowany i sprawdzony praktycznie jako pierwszy.

## Opis konstrukcji
Pod względem konstrukcyjnym kartaczownica Puckle’a była powiększonym rewolwerem z zamkiem skałkowym o kalibrze 1,25 cala (31,7 mm) i długości lufy 46 cali (1168 mm), zamontowanym na trójnożnej podstawie. W bębnie kartaczownicy znajdowało się 6, 9 lub 11 komór nabojowych. Masa broni wraz z podstawą wynosiła ok. 50 kg.
Broń była napędzana ręcznie. Po każdym wystrzale strzelający musiał przekręcić korbę znajdującą się za bębnem co powodowało jego odsunięcie i umożliwiało swobodne obracanie. Następnie bęben musiał być ręcznie obrócony aby dopasować następną załadowaną komorę na wprost lufy. Po tym należało z powrotem przekręcić korbę co dosuwało bęben w stronę lufy i powodowało jego unieruchomienie oraz uszczelnienie komory. Po wystrzeleniu wszystkich pocisków z bębna, strzelający mógł całkowicie odkręcić korbę i zdjąć bęben wymieniając go na nowy.
Puckle zaprojektował tę broń z myślą o użyciu jej na pokładach okrętów, w celu obrony przed abordażem. W próbach osiągała szybkostrzelność praktyczną wynoszącą 9 strzałów na minutę, a w ciągu siedmiu minut można z niej było oddać do 63 strzałów. W porównaniu, dobrze wyszkolony żołnierz z muszkietem mógł oddać najwyżej do trzech strzałów na minutę.
Broń była zaprojektowana w dwóch wariantach, w jednym z nich strzelała standardowymi pociskami o przekroju okrągłym i miała służyć do użycia przeciw „cywilizowanemu” przeciwnikowi. W drugim wariancie – do użycia wyłącznie przeciwko „barbarzyńskim Turkom” – broń strzelała pociskami sześciennymi, które miały rzekomo powodować bardziej bolesne rany. Pomysł używania sześciennych pocisków nie miał żadnych teoretycznych podstaw, a w samej kartaczownicy nie było możliwości zmiany lufy na lufę o kwadratowym przekroju.
Puckle podkreślał patriotyczne motywacje swojego wynalazku poprzez zdobienie bębnów amunicyjnych: znajdowały się na nich ryty króla Jerzego, wyobrażenia Biblii, Brytanii, a nawet patriotyczne kuplety – na lufie kartaczownic wyryty był dwuwiersz „Broniąc króla Jerzego, twojego kraju i praw/Bronisz siebie i dzieło protestanckie”.

## Historia

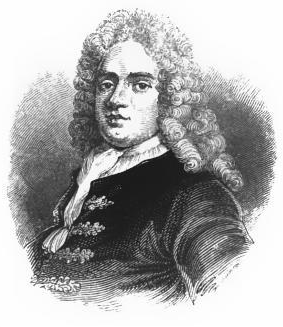
James Puckle

Początkowo Puckle skonstruował tylko dwa egzemplarze kartaczownicy. Pierwszy z nich, eksperymentalny, był wykonany z żelaza bez żadnych ozdobników. Drugi, służący do prezentacji, był bardzo starannie wykończony, z mosiężnymi detalami. Oba egzemplarze zostały w późniejszym czasie zakupione przez księcia Buccleuch, Francisa Scotta.
Kartaczownica została po raz pierwszy zaprezentowana przez Puckle’a w 1717, ale nie zrobiła ona większego wrażenia na członkach English Board of Ordnance. Rok później, w 1718, Puckle opatentował swoją broń – część historyków uważa, że był to pierwszy przyznany patent na mechaniczną broń szybkostrzelną. Patent („no. 418 of 1718”) został przyznany „na przenośny karabin lub maszynę nazwaną Defence która strzela tak często i tak wiele pocisków i tak prędko może być ładowana, że praktycznie uniemożliwia zdobycie jakiegokolwiek statku w drodze abordażu”; jak współcześnie skomentowano patent Puckle’a „było w nim więcej retorycznego zapału niż technicznej ścisłości”.
Po uzyskaniu patentu Puckle rozpoczął sprzedaż akcji na swój wynalazek (osiem funtów za akcję). Ówczesny satyryk wyśmiał religijne skrzywienie Puckle’a, jak i praktyczność jego wynalazku:

To rzadki wynalazek do zniszczenia tłumów
Głupców w kraju, zamiast obcych wrogów
Nie bójcie się drodzy przyjaciele, ta straszna maszyna
Zrani tylko tych którzy w nią zainwestowali

Puckle demonstrował swoją broń publicznie jeszcze kilkakrotnie, między innymi w 1722, kiedy to pomimo gęstego deszczu wystrzelił z niej 63 naboje w siedem minut. Ówczesne przekazy prasowe chwaliły wynalazek Puckle’a pod względem technicznym, opisując go jako „niemalże cudowny”, krytykowano jednak sprzedaż akcji w celu zebrania pieniędzy na jego konstrukcję.
Pomimo bardzo dobrych osiągów jak na ówczesne czasy broń ta nie przyjęła się, bo jej (jak i wcześniejszych tego typu konstrukcji) podstawową wadą był nieporęczny i niepewny zamek skałkowy.
Dwie kartaczownice tego typu zostały zakupione przez Johna Montagu na wyprawę, której zadaniem była kolonizacja Indii Zachodnich, lecz nie zachowały się żadne dokumenty wskazujące czy zostały one użyte bojowo.

## Patent Colta
W 1851, w czasie procesu o naruszenie praw patentowych jaki Samuel Colt (wynalazca colta) wytoczył firmie Massachusetts Arms Company sugerowano, że to nie Colt był wynalazcą rewolweru i to nie jemu należał się patent na ten system, ale Jamesowi Puckle’owi.

## Egzemplarze muzealne
Do czasów współczesnych przetrwały przynajmniej cztery egzemplarze wynalazku Puckle’a. Dwa z nich, jeden w wersji żelaznej („prototypowej”), drugi mosiężny (w wersji produkcyjnej) należą do muzeum w Boughton House, skąd zostały wypożyczone do zbrojowni Tower of London i muzeum Buckler's Hard Maritime Museum w Beaulieu.
Wersje mosiężne eksponowane są także w Tøjhusmuseum w Kopenhadze i w Muzeum Wojskowym w Petersburgu.